# Walieldin Khedr
Walieldin Khedr (15 de septiembre de 1995) es un futbolista sudanés que juega en la demarcación de centrocampista para el Al-Hilal Omdurmán de la Primera División de Sudán.

## Selección nacional
Hizo su debut con la selección de fútbol de Sudán el 2 de septiembre de 2016 en un partido amistoso contra Gabón que finalizó con un resultado de 1-2 a favor del combinado gabonés tras los goles de Nizar Hamid para Sudán, y de Bruno Ecuele Manga y Pierre-Emerick Aubameyang para Gabón. Además disputó la Copa Árabe de la FIFA 2021 y la Copa Africana de Naciones 2021.

### Participaciones en la Copa Africana de Naciones
| Copa Africana de Naciones      | Sede    | Resultado      | Partidos | Goles |
| ------------------------------ | ------- | -------------- | -------- | ----- |
| Copa Africana de Naciones 2021 | Camerún | Fase de grupos | 3        | 1     |

### Goles internacionales
| # | Fecha               | Estadio                               | Oponente | Gol | Resultado | Competición                    |
| - | ------------------- | ------------------------------------- | -------- | --- | --------- | ------------------------------ |
| 1 | 15 de enero de 2022 | Estadio Roumdé Adjia, Garoua, Camerún | Nigeria  | 3-1 | 3-1       | Copa Africana de Naciones 2021 |

## Clubes
| Club              | País  | Año       | Partidos | Goles |
| ----------------- | ----- | --------- | -------- | ----- |
| Al-Nil SC         | Sudán | 2014-2015 |          |       |
| Al-Hilal Omdurmán | Sudán | 2015-2016 |          |       |
| Al-Ahly Shendi    | Sudán | 2016-2020 |          |       |
| Al-Hilal Omdurmán | Sudán | 2020-     |          |       |